# アルチ (コンギラト部)
アルチ・ノヤン（モンゴル語: Alči Noyan、生没年不詳）とは、13世紀初頭にモンゴル帝国に仕えたコンギラト部出身の千人隊長の一人。
『元朝秘史』や『元史』などの漢文史料では阿勒赤(ālèchì)古咧堅/按陳(ànchén)那延/按赤(ànchì)那顔、『集史』などのペルシア語史料ではالجی كوركان(āljī gūrkān)と記される。

## 概要
アルチ・ノヤンはコンギラト部の族長デイ・セチェンの息子として生まれ、姉にはボルテがいた。デイ・セチェンの家系はコンギラトの枝族ボスクル（孛思忽児）の出であったが、この一族にとって転機となったのがボルテとキヤト氏の長テムジン（後のチンギス・カン）との婚姻であった。『元朝秘史』は「デイ・セチェンがイェスゲイに連れてこられたテムジンの顔つきを気に入り、その場で娘のボルテを嫁がせる約束をした」という逸話を伝える一方、『集史』「コンギラト部族志」は「テムジンはボルテと結婚したいとデイ・セチェンに訴えたが何度も拒絶され、テムジンと仲の良かったアルチの尽力によりようやく結婚が許された」と記している。若い頃のテムジンの勢力は弱小で苦労したことが知られており、『集史』の記述の方が史実に近いと考えられている。
1206年にモンゴル帝国が建国されると、アルチは帝国の幹部層たる千人隊長に任ぜられた。『元朝秘史』の功臣表では86位に列せられ、『集史』「チンギス・カン紀」の「千人隊長」一覧には左翼6番目の千人隊長として名前が挙げられている。『集史』では5つの千人隊を有していたと記されるが、これはバアリン部の10千人隊に次ぐ大兵力であった。
1213年に金朝遠征が始まると、アルチはムカリ率いる左翼軍に加わり、遼西・遼東一帯の攻略を担当した。その途中、アルチは遼の宗室につらなる契丹人耶律留哥に出会い、耶律留哥はモンゴル軍に加わることを希望した。その後、耶律留哥は自らの有する兵を差し出した上、矢を折ってモンゴル帝国に仕えることを盟約し、これを受けてアルチは「我は〔チンギス・カンの下に〕帰り、遼の征服は汝に任せるよう奏上しよう」と語った。この言葉通り、後にアルチがチンギス・カンの下に帰還した後は耶律留哥が遼河一帯に駐屯することになった。
1218年、チンギス・カンは金朝侵攻の指揮権をジャライル部のムカリに委ね、マングト千人隊を率いるモンケ・カルジャ、コンギラト千人隊を率いるアルチ・ノヤン、イキレス2千人隊を率いるブトゥ・キュレゲン、諸部族混合兵を率いるクシャウルとジュスク、現地徴発の契丹・女真・漢人兵を率いるウヤルらがその指揮下に入った。この軍団の内、特にジャライル部・マングト部・コンギラト部・ウルウト部・イキレス部の5部はこれ以降一つの軍団として扱われることが多くなり、「左手の五投下」と総称されるようになる。
このモンゴル帝国の東方軍団においてアルチはムカリに次ぐ地位にあったようで、現地の漢人からは「尚書令（尚書省の長）」とも呼称されていた。この頃ムカリの下を訪れた趙珙は『蒙韃備録』において、「アルチは法をよく守るため、モンゴル人はムカリに従う者は悪人でアルチに従う者は善人だと言っている」と書き記している。軍事面では1224年（甲申）に東平・大名を攻略し、1226年（丙戌）に益都の攻囲を行っている。
1227年（丁亥）、チンギス・カンの晩年にはその地位を賞して「国舅」の号を与えられた。1232年（壬辰）には河西王に封ぜられ、1237年（丁酉）には更に万戸（万人隊長）の称号を授けられた。これ以後、アルチの子孫は代々「万戸」を称するようになる。それから間もなくアルチは亡くなり、1295年には済寧王に追封された。

## チンギス・カン家との姻戚関係
チンギス・カンから「国舅」と称されたように、アルチの子孫は多くがチンギス・カン家と姻戚関係を結び、非常に多くの皇后を輩出した。特にクビライが創始した大元ウルスではクビライの正后がアルチの娘であったこともあり、アルチ家は姻族として別格の地位を誇った。ただし、『元史』に記されるアルチ家出身の后妃は系譜が一部省略されていることも多く、正確な系図が分からない箇所も多い。

### アルチの息子の世代
- チグゥ・キュレゲン…アルチの息子で、チンギス・カンの娘トマルンを娶る。
- オチン・キュレゲン…アルチの息子で、トルイの娘イェス・ブカ(mn)を娶る。
- ナチン・キュレゲン…アルチの息子で、チンギス・カンの孫娘セチェゲンを娶る。
- オキ・フジン…アルチの娘で、ジョチに嫁ぐ。
- チャブイ・カトン…アルチの娘で、クビライに嫁ぐ。

### アルチの孫の世代
- オロチン・キュレゲン…ナチンの息子で、オルジェイ、ナンギャジンを娶る。
- テムル・キュレゲン…ナチンの息子で、兄オロチンの死後にナンギャジンをレビラト婚により娶る。
- マンジタイ・キュレゲン…ナチンの息子で、兄テムルの死後にナンギャジンをレビラト婚により娶り、ナンギャジンの死後はチンキムの娘ナンガ・ブラを娶った。
- ナムブイ・カトン…ナチンの娘で、叔母に当たるチャブイの死後にクビライに嫁ぐ。

### アルチの曾孫の世代
- シリンダリ…オロチンの娘で、テムル（後の成宗オルジェイトゥ・カアン）に嫁ぐ。
- ディウバラ…テムルの息子で、テムル（チンキムの三男）の娘センゲ・ラギと、ダルマバラ（チンキムの次男）の娘センゲ・ラギを娶る。

- ブダシリ…ディウバラの娘で、テムル（後の成宗オルジェイトゥ・カアン）に嫁ぐ。
- チュカン…アルチの次男ビルゲの子孫で、テムル（後の成宗オルジェイトゥ・カアン）に嫁ぐ。

## コンギラト部デイ・セチェン家
- デイ・セチェン
  - アルチ・キュレゲン（Alči Küregen ＞阿勒赤古咧堅/ālèchì gŭliējiān,الجی كوركان/Āljī kūrkān）
    - チグゥ・キュレゲン（Čiγu Küregen ＞赤古古咧堅/chìgŭ gŭlièjiān,جیکو كوركان/Jīkū kūrkān）
      - ブルガイ・カトン（Bulγai qatun ＞忙哥/mánggē,Būlghī khātūn）
      - 佚名
        - カイドゥ（Qaidu ＞懐都/huáidōu）
        - アイ・ブケ（Ai büke ＞愛不哥/ài bùgē）
          - 寧濮郡王ジャンギ（J̌anggi ＞昌吉/chāngjí）
          - 岐王トク・テムル（Toq temür ＞脱脱木児/tuō tuōmùér）

    - オキ・フジン・カトン（Öki füǰin qatun ＞اوکی فوجین خاتون/Ūkī fūjīn khātūn）
    - 昭睿順聖皇后チャブイ・カトン（Čabui qatun ＞察必/chábì,جابون خاتون/Jābūn khātūn）
    - 万戸オチン・キュレゲン（Očin Küregen ＞斡陳/wòchén）
    - ナチン・キュレゲン（Način Küregen ＞納陳/nàchén,ناچین كوركان/Nāchīn kūrkān）
      - 万戸オロチン・キュレゲン（Oločin Küregen ＞斡羅陳/wòluóchén）
        - 貞慈静懿皇后シリンダリ・カトン（Širindari qatun ＞失憐答里/shīliándālǐ）

      - 叛臣ジルワダイ（J̌ilwadai ＞只児瓦台/zhǐérwǎtái）
      - 万戸テムル・キュレゲン（Temür Küregen ＞帖木児/wòluóchén）
        - 万戸ディウバラ・キュレゲン（Diwubala Küregen ＞雕阿不剌/diāoābùlà）
          - アリギヤシリ・キュレゲン（Ariγiyaširi Küregen ＞阿里嘉室利/ālǐjiāshìlì）
          - ブダシリ・カトン（Budaširi qatun ＞不答失里/bùdāshīlǐ）

        - 万戸センゲ＝ブラ・キュレゲン（Sengge bura Küregen ＞桑哥不剌/sānggē bùlà）

      - 万戸マンジタイ・キュレゲン（Manǰitai Küregen ＞蛮子台/mánzǐtái）
      - ナムブイ・カトン（Nambui qatun ＞南必/nánbì,نمبوى خاتون/Namubūī khātūn）

    - 佚名
      - カタカシュ・カトン（Qataqaš qatun ＞قتاقاش خاتون/Qatāqāsh khātūn）
      - ノカ・キュレゲン（Noqa Küregen ＞納合/nàhé）

    - 佚名
      - 佚名
        - チュカン（Čuqan ＞丑漢/chǒuhàn）

    - ソルカドゥ（Sorqodu ＞唆児火都/suōérhuǒdōu）
      - アカ・キュレゲン（Aqa Küregen ＞阿哈/āhā）
        - 佚名
          - イェスデル（Yesüder ＞也速達児/yěsùdáér）

    - 佚名
      - クルドゥ・テムル（Quldu temür ＞渾都帖木児/húndōu tièmùér）
        - 昭献元聖皇后ダギ・フェイジ（Dagi feizi ＞答己/dājǐ,داکی فیزی/Dāki fīzī）

    - 佚名
      - オルチャル（Olučal ＞斡留察児/wòliúcháér）
        - バブカン・カトン（Babuqan qatun ＞八不罕/bābùhǎn）